# Bent Larsen
Bent Larsen (4 de març de 1935 - 9 de setembre de 2010), fou un jugador d'escacs danès, Gran Mestre des de 1956. És considerat el millor jugador d'escacs danès de la història, i el millor d'Escandinàvia fins a l'aparició de l'actual número u mundial, el noruec Magnus Carlsen. En la dècada de 1960, va ser considerat un dels millors jugadors mundials no soviètics juntament amb Lajos Portisch i Bobby Fischer, i al matx del segle (URSS vs. resta del món) de 1970 defensà (contra el soviètic i Campió del món regnant Borís Spasski) el primer tauler de l'equip de la resta del món.
Fou 6 cops Campió de Dinamarca, quatre cops candidat al Campionat del món d'escacs, (1965, 1968, 1971, i 1977), i va guanyar tres Interzonals: Amsterdam 1964, Sousse 1967, i Interzonal de Biel 1976. Va guanyar a més durant la seva carrera nombrosos torneigs internacionals d'elit. Entre altres premis, va ser guardonat amb el primer Òscar dels escacs, l'any de la creació d'aquest guardó, el 1967
Casat amb una dona argentina, des de començaments dels 1970, vivia durant part de l'any a Las Palmas de Gran Canaria i a Buenos Aires.
|  |

## Títols i rànquing
Larsen assolí el títol de Mestre Internacional el 1954, als dinou anys, i el de Gran Mestre només dos anys més tard, als vint-i-un. El seu màxim Elo va ser de 2660 punts, a la llista d'Elo de gener de 1971, i durant molts anys estigué en el top-10 mundial. A començaments dels 1990, quan ja havia fet 60 anys, era encara en el top-100 mundial. Tot i que s'havia retirat dels escacs d'alta competició des de mitjans dels 1990, i el seu rànquing mundial va anar davallant des de llavors, a la llista d'Elo de la FIDE de setembre de 2010 encara hi tenia un Elo considerable de 2415 punts, cosa que en feia el jugador número 25 de Dinamarca.
Degut als seus grans èxits durant el 1967, que incloïen destacades victòries als torneigs de Sousse, Palma, i L'Havana, fou guardonat amb el primer Òscar dels escacs aquell mateix any.

## Resultats destacats en competició
Entre els seus assoliments més notables es troben els primers llocs en 3 interzonals (Amsterdam 1964, Sousse 1967, Interzonal de Biel 1976), la seva participació en els torneigs de candidats de 1965 (va perdre en semifinals amb Mikhaïl Tal), 1968 (va perdre en semifinals amb Borís Spasski) i 1971 (va perdre en semifinals amb Bobby Fischer), a més de les seues victòries a l'Havana (per sobre de Smislov), Winnipeg (per sobre de Spasski i Keres) i Mallorca (per sobre de Smislov, Botvínnik i Portisch) l'any 1967, les quals sumades a la seva victòria a l'interzonal d'aquell any constitueixen el cim de la seva carrera.
El 1974 va vèncer en la segona edició del World Open a Nova York, amb 8½/9 punts. El 1978 guanyà el Torneig de Mestres del Festival d'escacs de Biel, i també la North Sea Cup a Esbjerg.
Larsen es caracteritzà pel fet que feia servir obertures no convencionals, com el sistema Bird (1.f4) i l'avui en dia anomenat atac Nimzo-Larsen (com a homenatge a ell i a Aaron Nimzowitsch) que comença amb 1.b3. Larsen, que era considerat un jugador molt creatiu, tenia, en qualsevol cas, un extensíssim repertori d'obertures.

## Partides destacades
- Bent Larsen vs Borís Spasski, Interzonal d'Amsterdam 1964, Obertura Bird (A03), 1-0 En Larsen jugà amb èxit obertures inusuals en aquest torneig, i en aquesta partida en fa servir una per derrotar un dels millors jugadors soviètics.
- Svetozar Gligoric vs Bent Larsen, Zagreb 1965, defensa siciliana, Variant Scheveningen (B83), 0-1 En Gligoric generà un atac que semblava molt perillós, però en Larsen estigué molt inspirat en la defensa. En Larsen va tenir un marcador molt favorable en la seva carrera contra en Gligoric, un dels millors jugadors Iugoslaus de tots els temps.
- Bobby Fischer vs Bent Larsen, Santa Monica 1966, Ruy Lopez, variant oberta (C82), 0-1 En Fischer aconseguí una posició prometedora, però va cometre una errada de càlcul, i fou castigat severament pel contra-atac de Larsen.
- Bent Larsen vs Tigran Petrossian, Santa Monica 1966, defensa siciliana, Variant del Drac Accelerat (B39), 1-0 Larsen provoca un sacrifici de dama per derrotar el Campió del Món regnant.
- Mikhaïl Tal vs Bent Larsen, Eersel 1969, 6a partida del matx, defensa siciliana, Variant Richter-Rauzer (B65), 0-1 En Larsen era perillós conduint les negres, i aquí li ho demostra a un exCampió del món.
- Mikhaïl Botvínnik vs Bent Larsen, Leiden 1970, Defensa Holandesa, variant clàssica (A90), 0-1 Un altre excampió del món que no pot resistir en un final llarg i disputat.
- Bobby Fischer vs Bent Larsen, Interzonal de Palma 1970, defensa siciliana, Atac Velimirovic (B89), 0-1 En Larsen sorprengué en Fischer, que llavors era poc menys que invencible, amb una novetat d'obertura, i va jugar una partida gairebé perfecta que el va conduir a la victòria.
- Anatoli Kàrpov vs Bent Larsen, Montreal 1979, defensa escandinava (B01), 0-1 En Larsen assajà una obertura inusual contra el Campió del món, i fou premiat amb l'èxit.